# 카이켄 (칼)

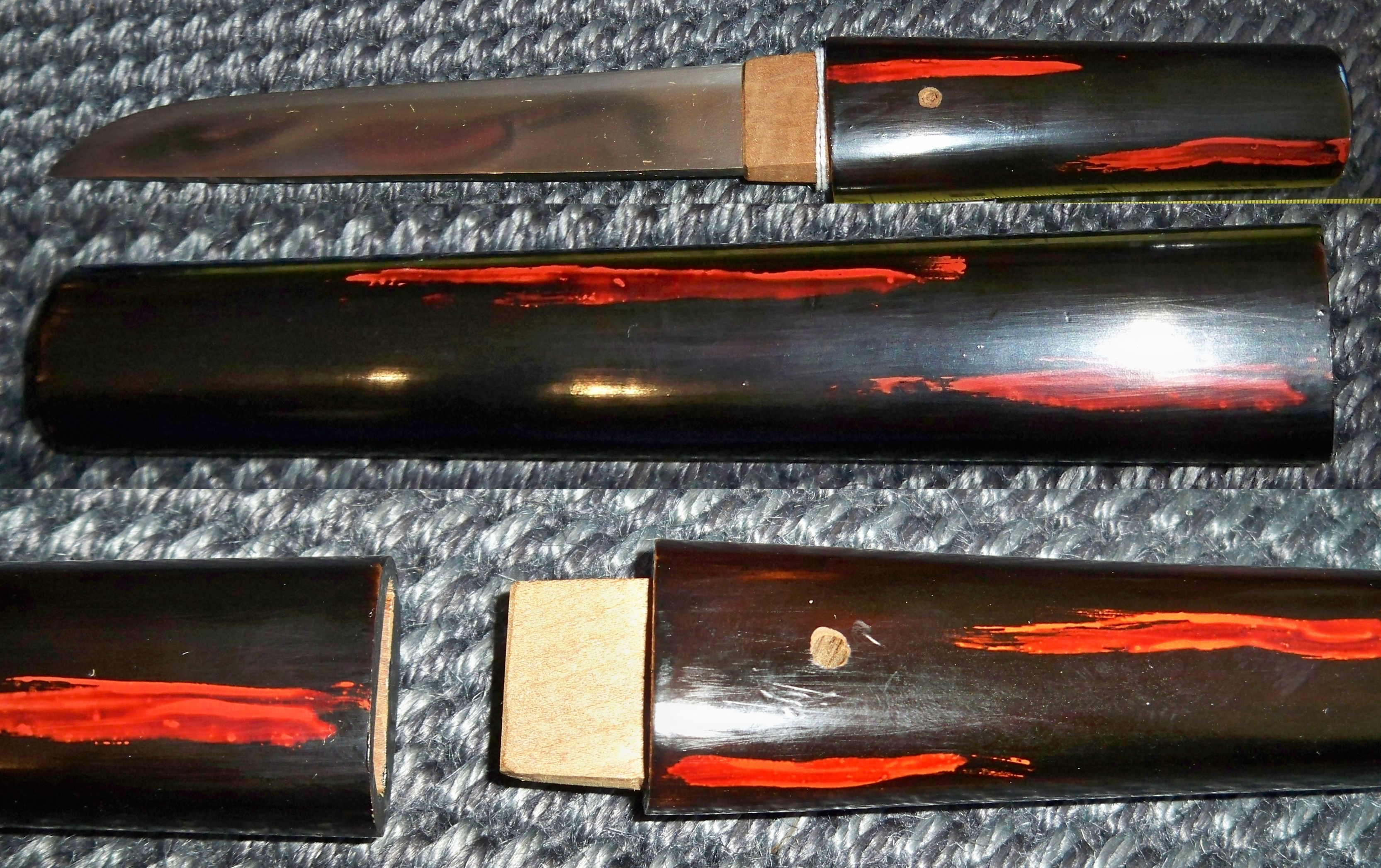
일본의 카이켄형 단도

카이켄(懐剣)은 길이 20~25cm(7.9~9.8인치)의 단날 또는 (매우 드물게) 양날의 일본식 칼로 일반적으로 장식용 부속품이 없으며 평범하지만 옻칠한 마운트에 들어 있다.

## 용도
카이켄은 한때 일본 사무라이 계급의 남성과 여성이 가지고 다녔다. 장날도와 중간 길이의 와키자시가 불편한 실내 공간에서 호신용으로 유용했다. 여성들은 호신술과 왼쪽 목의 정맥을 베는 자살 의식을 위해 기모노를 입은 채 주머니 같은 공간(후토코로)이나 소매 주머니(타모토)에 넣어 휴대했다. 사무라이 여성이 결혼하면 남편과 함께 살 때 카이켄을 가지고 다닐 것으로 예상되었다. 카이켄은 또한 칼을 쓰는 것이 허용되지 않은 하층 계급, 특히 에도 시대의 범죄자들에 의해 시라사야에 숨겨져 휴대되었다.
현대 일본에서 카이켄은 스모 경기에서 최고 순위를 위한 교지(심판)의 전통적인 액세서리로 착용된다. 그러나 실제 블레이드는 사용되지 않는다. 현재 일본에서는 총검법 위반이기 때문에 누구도 회검을 합법적으로 착용하거나 소지하지 않는다. 다만 등록증과 함께 소지하는 경우 합법적으로 운송할 수 있다.

## 같이 보기
- 일본도
- 단도